# Limnologie
Limnologia (din greacă:  Λίμνη limne, "lac"; and λόγος, logos, "știință") o ramură a hidrologiei care se ocupă cu studiul fenomenelor care au loc în apele interioare stătătoare: lacuri și bălți, atât cele naturale cât și cele artificiale (lacuri de acumulare).

Ramurile hidrologiei

## Descriere
În unele definiții se limitează domeniul limnologiei la apele interioare dulci. Această limitare nu este în general acceptată de specialiști, din punct de vedere științific neexistând niciun motiv de a exclude lacurile sărate sau salmastre din domeniul limnologiei.
Limnologia, ca știință a fost creată de François-Alphonse Forel (1841-1912) în cadrul studiilor sale cu privire la Lacul Leman.
Limnologia este strâns legată de hidrobiologie și limnobiologie, care se ocupă cu studiul fenomenelor biologice care au loc în apele stătătoare. Adeseori limnobiologia este denumită în mod prescurtat limnologie și există adeseori cazuri în care limnologia este definită ca o ramură a științelor naturii, care se ocupă de ecologia apelor interioare stătătoare. Aceste definiții mai recente, țin seama de faptul că limitele între ramurile tradiționale ale științelor tind să devină mai puțin rigide. În cazul limnobiologiei nu se pot studia formele de viață din lacuri fără un studiu al mediului acvatic în care vietățile se dezvoltă. Există însă fenomene care se produc în lacuri și bălți care sunt de natură fizică sau chimică și al căror studiu nu este neapărat legat de analize de natură ecologică. De aceea, limitarea limnologiei la studiile de natură ecologică este restrictivă.
În țările anglofone limnologia este considerată a include toate apele interioare, atât cele curgătoare cât și cele stătătoare, fără a mai face distincție între potamologie și limnologie. Această generalizare nu este nici ea general acceptată.